# John Digweed
John Digweed (né le 1er janvier 1967 à Hastings, en Angleterre) est un disc jockey et producteur britannique. Il est connu pour avoir popularisé la house progressive avec son ami Sasha. Fondateur du label Bedrock Records avec Nick Muir, Digweed est élu en 2001 meilleur DJ du monde par le DJ Mag.

## Biographie
Digweed commence le DJ à l'âge de 15 ans et se fait un nom dans sa ville natale de Hastings, où il organise des soirées dans des clubs à succès, les plus célèbres étant ses rave parties à succès sur la jetée de Hastings, où se sont produits des artistes tels que Carl Cox et The Prodigy,. Sa percée a lieu en 1993, lorsqu'il envoie une démo de mixtape à Geoff Oakes, fondateur de la boîte de nuit Renaissance à Mansfield, qui la fait écouter à son collègue DJ Alexander Coe (alias Sasha).
En partenariat avec Sasha, Digweed est connu pour avoir promu la house progressive et pour avoir produit la première compilation commerciale pour une boîte de nuit, lorsqu'ils publient en 1994 leur compilation de mixes de Renaissance intitulée Renaissance : The Mix Collection. Jusqu'alors, les mixtapes des clubs n'étaient diffusées que par des DJ amateurs. Avec le CD Renaissance, c'est la première fois qu'une compilation fait l'objet d'une planification stratégique, de l'illustration à la promotion. Les deux DJ suivent cette démarche avec leurs compilations Northern Exposure et celles de Global Underground.
Digweed fonde ensuite le label Bedrock Records pour promouvoir la musique qu'il jouait à l'époque. Lui et son ami Nick Muir continuent à produire sous l'alias Bedrock, se faisant connaître lorsque leur premier titre For What You Dream of est utilisé dans le film Trainspotting. Le duo Bedrock produit également la bande-son de la série d'animation de super-héros pour adultes de MTV, Spider-Man : Les Nouvelles Aventures, en 2003. Dans ses sets, Digweed est connu pour adopter des morceaux avec des styles nouveaux et différents.
En 2008, Digweed et Sasha se réunissent pour une tournée des clubs de printemps qui donne de nouveau lieu à des représentations dans toute l'Amérique du Nord. En 2011, la musique de Digweed est utilisée dans l'adaptation cinématographique du roman à succès Irvine Welsh's Ecstasy.
Il figure parmi les dix meilleurs artistes de 1998 à 2008 et est élu DJ no 1 par DJ Mag en 2001. En 2010, il est élu 29e dans le vote annuel des 100 meilleurs DJ de DJ Mag. En 2013, Digweed est classé 17e meilleur DJ au monde dans le classement des 100 meilleurs DJ de Resident Advisor.

## Discographie

### Albums studio
- 1994 : Journeys by DJ Vol 4 - (Music Unites)
- 1994 : Sasha and John Digweed - Renaissance: The Mix Collection (Renaissance)
- 1995 : Renaissance - The Mix Collection Part 2 (Renaissance)
- 1996 : Sasha and John Digweed - Northern Exposure (Ministry of Sound, Ultra Records)
- 1997 : Sasha and John Digweed - Northern Exposure 2 (Ministry of Sound, Ultra Records)
- 1997 : The Winning Ticket (Jackpot)
- 1998 : Global Underground 006: Sydney (Boxed)
- 1999 : Bedrock (INCredible, Ultra Records /Bedrock / Sony)
- 1999 : Sasha and John Digweed - Northern Exposure: Expeditions (INCredible, Ultra Records)
- 1999 : Global Underground 014: Hong Kong (Boxed)
- 2000 : Sasha and John Digweed - Communicate (Ultra Records, Kinetic Records)
- 2001 : Global Underground 019: Los Angeles (Boxed)
- 2002 : MMII (Bedrock Records)
- 2003 : Stark Raving Mad (Thrive Records)
- 2004 : Layered Sounds (Bedrock Records)
- 2005 : Fabric 20 (Fabric)
- 2005 : Choice - A Collection of Classics (Azuli Records)
- 2005 : Layered Sounds 2 (Bedrock Records)
- 2006 : Transitions (Renaissance / Thrive Records)
- 2007 : Transitions 2 et 3 (Renaissance)
- 2008 : Transitions 4 (Renaissance)
- 2008 : Bedrock 10 Past Present Future (Bedrock Records)
- 2009 : Bedrock Eleven (Bedrock Records)
- 2010 : Structures
- 2014 : Traveler (Bedrock Records)

### Singles et remixes
- 1993 : Ramirez  - Terapia (Hocus Pocus) (DMC UK Mix) (Music Man Records)
- 1993 : Bedrock - For What You Dream of (Stress Records)
- 1994 : Sasha  - Magic (John Digweed's 3D Mix) (Deconstruction)
- 1994 : Sultana  - Te Amo (John Digweed's Full on Mix)
- 1995 : Marco Polo - A Prayer to the Music (Northern Exposure Mix)
- 1996 : Chakra  - I Am (Digweed and Muir's 'Bedrock' Mix)
- 1997 : Bedrock - Set In Stone / Forbidden Zone (Stress Records)
- 1999 : Danny Tenaglia  - Turn Me On (John Digweed's Bedrock Mix)
- 1999 : Bedrock - Heaven Scent (Bedrock Records)
- 2000 : Bedrock - Voices (Bedrock Records)
- 2000 : Underworld  - Cowgirl (Bedrock Mix)
- 2001 : Bedrock - Beautiful Strange (Bedrock Records)
- 2001 : Orb - Once More... (Bedrock Edit)
- 2002 : Bedrock - Emerald (Bedrock Records)
- 2003 : Bedrock - Forge (Bedrock Breaks)
- 2005 : Bedrock - Santiago (Bedrock Records)
- 2006 : Warung Beach (Bedrock Records)
- 2007 : Bedrock - Heaven Scent (Greg Downey Remix) (Bedrock Records)
- 2007 : John Digweed - Gridlock (Renaissance)
- 2009 : John Digweed and Nick Muir - Tangent (Bedrock Records)

### Featurings
- 1996 : Journey By DJ Marathon (John Digweed, Paul Oakenfold, Coldcut, DJ Rap), mix
- 2000 : Ministry Presents Clubland Collective Vol. 02
- 2006 : Sasha and John Digweed present Delta Heavy (System Recordings) (DVD)

### DVD
- Sasha and John Digweed present Delta Heavy (System Recordings)